# Thalattosauria
I talattosauri (Thalattosauria) sono un gruppo di rettili conosciuti esclusivamente allo stato fossile, i cui resti sono stati rinvenuti solo in strati del Triassico.

## Descrizione
Il corpo dei talattosauri, in generale, ricorda quello delle lucertole, ma mostrava alcune specializzazioni per la vita acquatica. Ad esempio, le zampe erano corte, mentre il corpo e la coda erano allungatissimi. Il cranio, stretto e lungo nella maggior parte dei generi, era munito di fauci utilissime a ghermire prede scivolose come i pesci. Probabilmente i talattosauri trascorrevano la maggior parte della loro vita in acqua, muovendo il corpo e la coda in modo simile a quello dei serpenti, e utilizzando le zampe solo per cambiare direzione. La lunghezza media di questi animali era compresa tra il metro e i due metri. I talattosauri scomparvero alla fine del Triassico medio, forse per la concorrenza di altri rettili marini più evoluti come i notosauri e gli ittiosauri.

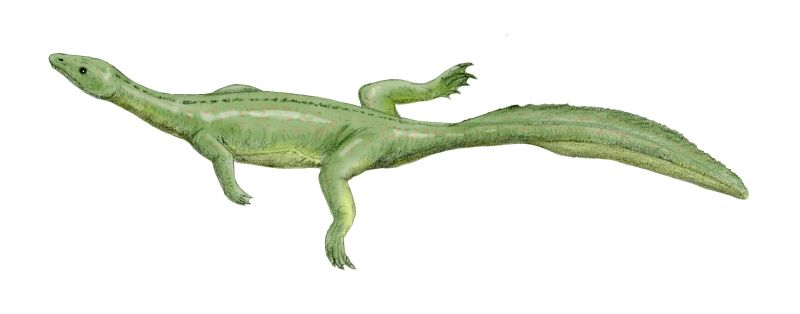
Il grande talattosauro cinese Miodentosaurus brevis

## Sistematica

### Classificazione
La classificazione di questi rettili è poco chiara. Di certo appartenevano al gruppo dei diapsidi, dal momento che il cranio possiede le classiche due "finestre" postorbitali. Alcuni scienziati li avvicinano ai sauropterigi, rettili marini evoluti che prosperarono nei mari dell'era mesozoica e i cui componenti comprendevano plesiosauri, placodonti e notosauri. Altri, invece, ipotizzano una stretta parentela con le lucertole o con altri strani rettili semiacquatici, i coristoderi. 

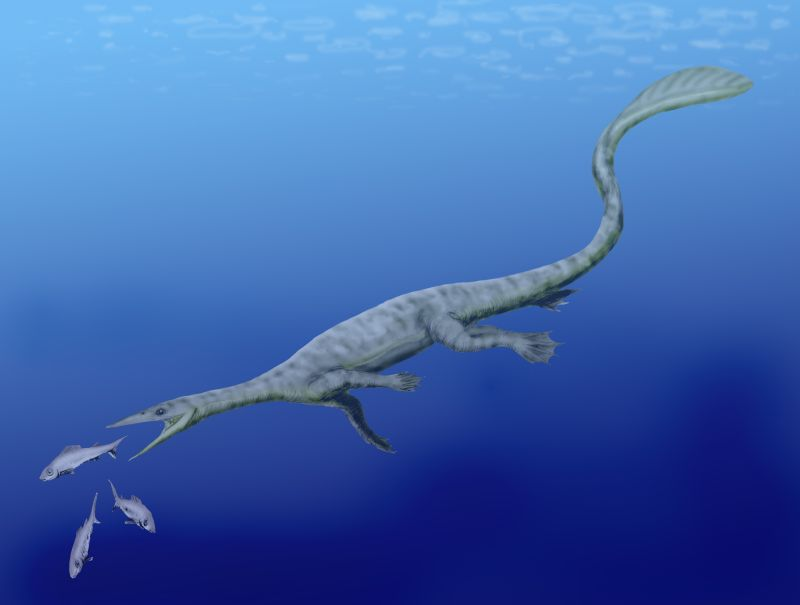
Il talattosauro italiano Endennasaurus acutirostris

### Evoluzione
Tra le forme più primitive di talattosauri figurano il ben conosciuto Askeptosaurus e l'affine Endennasaurus, entrambi rinvenuti in Lombardia. Alcune forme simili, Anshunsaurus e Miodentosaurus, sono state descritte recentemente in Cina. Tra le forme più specializzate, da ricordare i nordamericani Nectosaurus e Thalattosaurus, i cinesi Xinpusaurus e Concavispina e gli europei Hescheleria e Clarazia.

### Cladistica
```
Thalattosauria

|--o Askeptosauroidea
|  |-- 
Miodentosaurus
 
|  |-- 
Endennasaurus
 
|  `--o Askeptosauridae
|     |-- 
Askeptosaurus
 
|     `-- 
Anshunsaurus

`--o Thalattosauroidea
   |--+-- 
Nectosaurus

   |  |-- 
Concavispina
 
   |  `-- 
Xinpusaurus
 
   `--o Thalattosauridae 
      |-- 
Agkistrognathus

      `--+-- 
Paralonectes

         `--+-- 
Thalattosaurus

            `--o Claraziidae
               |-- 
Clarazia
 
               `-- 
Hescheleria
```